# Weisshorn (Graubünden)
De Weisshorn is een berg in het kanton Graubünden in Zwitserland. De berg ligt iets ten noordwesten van de wintersportplaats Arosa. De berg is met zijn 2653 m hoogte de hoogste berg van het skigebied bij Arosa en is door middel van een kabelbaan verbonden met deze plaats.